# Integriertes Managementsystem
Das Integrierte Managementsystem (IMS) fasst Methoden und Instrumente zur Einhaltung von Anforderungen aus verschiedenen Bereichen (z. B. Qualität, Umwelt- und Arbeitsschutz, Sicherheit) in einer einheitlichen Struktur zusammen, die der Corporate Governance (d. h. der Leitung und Überwachung von Organisationen) dienen. Durch Nutzung von Synergien und die Bündelung von Ressourcen ist – im Vergleich zu einzelnen, isolierten Managementsystemen – ein schlankeres, effizienteres Management möglich. Möglich, aber wenig verbreitet, ist die Neueinführung eines „auf dem Reißbrett“ geplanten IMS als Ersatz für alle bestehenden Einzelsysteme. Die theoretischen Vorteile dieses von alten Strukturen unabhängigen Ansatzes (wie höhere Effizienz und radikale Auflösung von unnötigen Verwaltungs- und Entscheidungsstrukturen) sind in der Praxis meist nicht realisierbar. Man geht deshalb meist von einem bestehenden Managementsystem aus (häufig das Qualitätsmanagement) und integriert die anderen Systeme.

## Grundlagen
Beim prozessorientierten Ansatz werden die Prozesse unabhängig von den Managementsystemen definiert und durch die verschiedenen Systeme nur unterschiedlich betrachtet.
Beispielsweise enthält ein Fertigungsprozess nicht nur Schnittstellen zur
- Produkt- und Prozessqualität (Qualitätsmanagement z. B. nach ISO 9001), sondern auch zum
- Umweltschutz (Umweltmanagement z. B. nach ISO 14001 oder der europäischen EMAS-Verordnung) und zur
- Arbeitssicherheit (Arbeitsschutzmanagement z. B. nach ISO 45001, oder dem bayerischen OHRIS).

Darüber hinaus können weitere Konzepte integriert werden, z. B.
- internes Kontrollsystem zur Sicherstellung der Qualität der veröffentlichten Quartals- und Jahresabschlüsse, z. B. nach dem Sarbanes-Oxley Act (Section 404), der für amerikanische und deutsche Unternehmen gilt, deren Wertpapiere in den Vereinigten Staaten zum Handel zugelassen sind,
- der allgemeinen Compliance (d. h. Einhaltung von Gesetzen und Richtlinien),
- Risikomanagement (wie im deutschen KontraG gefordert)
- Sicherheitsmanagement (wie von der Störfallverordnung gefordert)
- Datenschutzmanagement (siehe Bundesdatenschutzgesetz)
- Facilitymanagement und Instandhaltung
- Gebäudeschutz mit Bereichen wie Schließanlagen, Bewachung, Brandschutz usw.
- aber auch Data-Mining, Wissens- und Ideenmanagement.

Häufig werden in einem IMS auch Bewertungssystematiken (meist im operativen Controlling) eingeführt, um sich konzernintern oder unternehmensübergreifend in sogenannten Benchmarks zu vergleichen.
Die genannten Aspekte wie beispielsweise Produkt- und Prozessqualität, Umweltschutz, Arbeitssicherheit, Compliance und Funktionieren des internen Kontrollsystems können auch Teil des Instruments "Balanced Scorecard" sein, die über die unterschiedlichen Hierarchieebenen, Funktionsbereiche und Tochterunternehmen hinweg die Erreichung der unterschiedlichen Ziele plant und vereinbart, an die Tantiemen oder Boni geknüpft sind und die im Nachhinein auf ihre Zielerreichung hin beurteilt werden kann.

## Entstehung
In vielen Unternehmen wurden, vor allem auf Veranlassung ihrer Geschäftskunden hin, zunächst ab Ende der 1980er Jahre normierte Qualitätsmanagementsysteme und etwas später (ab 1995) normierte Umweltmanagementsysteme aufgebaut.
Ab etwa 1990 wurden sie in manchen Branchen zur Voraussetzung für die Auftragsvergabe: Qualitätsmanagementsysteme vor allem in der Autobranche und kombinierte Systeme zu Arbeitssicherheit und Umweltschutz in der Petrochemie. Hintergrund war auch die in dieser Zeit in Deutschland festgeschriebene Beweislastumkehr bei der Produkthaftung.
Denn nun waren die Hersteller im Streitfall verpflichtet, die Fehlerfreiheit ihrer Produkte zu beweisen, statt dass wie bisher die Kunden dem Hersteller Fehlerhaftigkeit nachweisen mussten. Diese Forderung lässt sich bei komplexen und sicherheitsrelevanten Produkten nur durch einen lückenlosen Nachweis des gesamten Herstellungsprozesses erreichen, bis hinunter in die Produktion selbst des kleinsten Zulieferteils.
Mit Umsetzung der EU-Richtlinie 96/82/EG des Rates vom 9. Dezember 1996 zur Beherrschung der Gefahren bei schweren Unfällen mit gefährlichen Stoffen (Seveso-II-Richtlinie) in nationales Recht (in Deutschland durch die 12. BImSchV (Störfallverordnung) vom 26. April 2000) wurde schließlich für die betroffenen Unternehmen ein Risiko- bzw. Sicherheitsmanagementsystem verbindlich vorgeschrieben.
Die Managementsysteme wurden entwicklungsbedingt in vielen Unternehmen zunächst getrennt voneinander aufgebaut. Durch Überschneidungen, unklare Schnittstellen oder evtl. auch konträre Regelungen ist ein (wirtschaftlicher) Nutzen verschiedener Managementsysteme nicht immer gewährleistet. Insbesondere im Hinblick auf die sowohl von der Qualitätsmanagementnorm ISO 9001 als auch von der Umweltmanagementnorm ISO 14001 geforderte kontinuierliche Verbesserung der Prozesse kann langfristig nur durch die Zusammenlegung (Integration) der einzelnen Managementsysteme eines Unternehmens in ein einziges System erreicht werden.
Seit Anfang der 1990er Jahre werden in vielen Organisationen (Unternehmen, Behörden, Dienstleister etc.) die einzelnen (isolierten) Managementsysteme in sogenannte Integrierte Managementsysteme (IMS) umgewandelt bzw. die IMS neu aufgebaut. Der Umfang eines IMS hängt von den Erfordernissen der jeweiligen Organisation ab. Es besteht aus allgemeinen und fachspezifischen Modulen, kann aber neben den klassischen Managementsystemen für Qualität und Umwelt noch weitere Bereiche enthalten, z. B.
- Arbeitsschutzmanagement
- Risikomanagement
- Sicherheitsmanagement
- Fremdfirmenmanagement.

## Normen und Richtlinien für Integrierte Managementsysteme
Es gibt aktuell (Stand: März 2005) keine internationale Norm, die eine Organisation beim Aufbau eines IMS unterstützt. Ein erster Schritt seitens der ISO in diese Richtung kann in der überarbeiteten Umweltmanagementnorm ISO 14001:2004 gesehen werden. Ein Ziel der Überarbeitung war die Steigerung der Kompatibilität der ISO 14001 mit der Qualitätsmanagementnorm ISO 9001. Allerdings wird in der ISO 14001:2004 die gleiche Eingrenzung der Norm auf das jeweilige Managementsystem (Kapitel: Einleitung) gemacht wie in der ISO 9001:2000 (Kapitel 0.4): „Diese internationale Norm enthält keine Anforderungen, die für andere Managementsysteme spezifisch sind, wie beispielsweise jene für Qualitätsmanagement, Arbeitsschutz- und Sicherheits-, Finanz- oder Risikomanagement, obwohl deren Elemente mit denen eines anderen Managementsystems in Einklang gebracht oder mit diesen zusammengeführt werden können.“
Im Juni 2004 hat der Verein Deutscher Ingenieure, VDI, den Entwurf der Richtlinie VDI 4060 Blatt 1 als eine „Handlungsanleitung zum Aufbau von IMS für Unternehmen aller Branchen und Größen“ herausgegeben. Im Entwurf unter Punkt 1 (Zielsetzung der Richtlinie) heißt es: „Es wird Freiraum für zukünftige Aspekte (z. B. Hygiene- oder Risikomanagement) gelassen, die noch nicht aktuell oder bekannt sind, die aber jederzeit nach derselben Vorgehensweise eingefügt werden können. Das Prinzip der „kontinuierlichen Verbesserung“ sowie die Risikobetrachtung werden durchgehend angewendet. Das heißt, durch eine umgesetzte Maßnahme gibt es Verbesserungen in mehreren Bereichen (z. B. Qualität, Umwelt, Sicherheit) gleichzeitig.“
Im Jahr 2006 wurde von der British Standards Institution die erste Version des PAS 99 veröffentlicht. Dieser Standard sollte es Unternehmen ermöglichen, verbreitete Managementsysteme in einem Framework zu integrieren. Er wurde 2012 gemäß der neuen High Level Structure der ISO überarbeitet: PAS 99:2012.
Spätestens ab 2010 wurde von der ISO eine Struktur erarbeitet, nach der sich alle Managementsystem-Normen richten sollen. Diese wurde 2012 als GUIDE 83 verabschiedet, später als High Level Structure bekannt und ist jetzt als Appendix 2 des Annex SL in die ISO-Directive 1 integriert (häufig kurz als "Annex SL" bezeichnet). Mit dieser einheitlichen Struktur wird eine gleichzeitige Anwendung verschiedener Managementsystem-Normen vereinfacht. So folgen ihr u. a. ISO 27001:2013, ISO 9001:2015 und ISO 14001:2015.

## Aufbau eines Integrierten Managementsystems
Der gleichzeitige Nutzen einer Verbesserung für mehrere Bereiche (Synergie-Effekt) ist einer der wesentlichen Gründe für den Aufbau von IMS in Organisationen. Da sich (normierte) Qualitäts- und Umweltmanagementsysteme in ihrer Struktur ähnlich sind (Handbuch, Vorgabedokumente etc.), ist die Integration eines der beiden Managementsysteme in das vorhandene Managementsystem mit wenig Mehraufwand möglich. Die vorhandenen Dokumente werden um die fehlenden Aspekte ergänzt, mögliche Schnittstellen zwischen den Systemen definiert und optimiert. Die von den jeweiligen ISO-Normen geforderten regelmäßigen Selbstüberprüfungen (Audits, Managementreview etc.) können alle Aspekte des IMS ohne größeren Mehraufwand abdecken.

## Neue Konzepte für Integrierte Managementsysteme
Die Integration verschiedener Managementsysteme zu einem Integrierten Managementsystem ist eine kontinuierliche Entwicklung. Neben dem IMS als solchem gibt es weitere integrierende, auf dem Qualitätsaspekt basierende Konzepte, von denen drei hier kurz beschrieben werden.

### Total-Quality-Management
Das Total-Quality-Management, TQM, ist eine im Wesentlichen in Japan entwickelte prozessorientierte Qualitätsphilosophie, die auf der Überzeugung basiert, dass Qualität einfach eine Frage der Ausrichtung an den Erfordernissen der Kunden ist. Durch Messung dieser Erfordernisse können Abweichungen davon mittels Prozessverbesserung oder -umgestaltung vermieden werden. Oberstes Ziel ist Kundenzufriedenheit.

### EFQM-Modell für Business Excellence
Die European Foundation for Quality Management (EFQM) hat das europäische EFQM-Modell für Excellence entwickelt. Es dient der direkten Umsetzung des Total-Quality-Management und deckt alle Managementbereiche eines Unternehmens ab. Es hat zum Ziel, den Anwender zu exzellentem Management und exzellenten Geschäftsergebnissen zu führen.

### St. Galler Ansatz für Integriertes Qualitätsmanagement
siehe: St. Galler Management-Modell
Dieser Ansatz wurde von dem Schweizer Professor Seghezzi maßgeblich entwickelt. Er besteht aus drei Dimensionen, nämlich
- dem Management (bestehend aus normativem, strategischem und operativem Management)
- drei Säulen (Strukturen, Aktivitäten, Verhalten)
- der im zeitlichen Ablauf stattfindenden Unternehmensentwicklung.

In diesem Konzept wird die Unternehmenspolitik über Missionen in Strategien umgesetzt.

### Bücher
- Stefan Jahnes, Thomas Schüttenhelm: WEKA-Praxislösungen Integrierte Managementsysteme – Erfolgreiche Umsetzung betriebsspezifischer Anforderungen. WEKA, Augsburg 200x, Aktualisierungswerk (4 Aktualisierungen pro Jahr), ISBN 3-8111-6363-9.
- Stefanie Schwendt, Dirk Funck: Integrierte Managementsysteme. Konzepte, Werkzeuge, Erfahrungen. Physica-Verlag, Heidelberg 2001, ISBN 3-7908-1442-3.
- Peter Hauser, Emil Brauchlin: Integriertes Management in der Praxis. Campus, Frankfurt 2004, ISBN 3-593-37436-6.
- Hans Dieter Seghezzi, Fritz Fahrni, Frank Herrmann: Integriertes Qualitätsmanagement: Der St. Galler Ansatz. Carl Hanser, München 2007, ISBN 978-3-446-40622-3.
- Knut Bleicher, Christian Abegglen: Das Konzept Integriertes Management. Visionen – Missionen – Programme. 9., überarbeitete und aktualisierte  Auflage. Campus Verlag, Frankfurt/New York 2017, ISBN 978-3-593-50599-2 (714 S.).
- Alexander Pischon: Integrierte Managementsysteme für Qualität, Umweltschutz und Arbeitssicherheit. Springer, Berlin 1999, ISBN 3-540-65407-0.
- Andreas Betschart: Integriertes Managementsystem für ein KMU: Entwurf eines integrierten Managementsystems für ein Schweizer KMU der Chemiebranche. VDM, Saarbrücken 2011, ISBN 3-639-37803-2 (Gewinner Seghezzi-Preis 2011).

### Zeitschriftenartikel
- Hans-Jürgen Klüppel, Hans-Jürgen Müller, Rainer Rauberger, Rüdiger Wagner: Blütenrein managen: Umweltschutz, Qualität und Sicherheit durch integrierte Managementsysteme. In: Qualität und Zuverlässigkeit 45(8), 2000, ISSN 0720-1214, S. 978–981.
- Dirk Funck: Viel versprechendes Stiefkind. Umsetzungsstand, Ziele und Probleme integrierter Managementsysteme im Spiegel von vier Studien. In: Qualität und Zuverlässigkeit 46(6), 2001, ISSN 0720-1214, S. 758–762.
- H.W. Adams: Ohne Normen bitte! – Prozessorientierte integrierte Managementsysteme brauchen keine Normierung. In: Qualität und Zuverlässigkeit 46(7), 2001, ISSN 0720-1214, S. 860–861.
- Dirk Funck: Integrierte Managementsysteme.  In: Wirtschaftswissenschaftliches Studium 30(8), 2001, ISSN 0340-1650, S. 443–446.
- MQ – Management und Qualität / Das Magazin für integriertes Management, Ausgabe Deutschland, ISSN 1862-2623.